# Lean Management
Lean Management o Gestión Lean es una evolución natural de la cultura Lean manufacturing iniciada en Japón en los años 70 a partir del Toyota production system, donde los ingenieros Taiichi Ohno, Eiyy Toyoda y Shigeo Shingo desarrollaron un sistema de producción que pudiera responder sin despilfarro a los cambios del mercado y que, adicionalmente, por su propia naturaleza redujera los costos.
Posteriormente, James P. Womack, Daniel Jones y Daniel Roos fundadores de Lean Enterprise y autores entre otros de los libros the machine that changed the world o lean thinking  dieron a conocer al mundo las herramientas empleadas en el toyota production system encaminadas a mejorar la eficiencia de la producción y se encargaron de crear las estructuras de difusión necesarias que hacen que hoy la cultura Lean sea uno de los pilares fundamentales de la industria.
El Lean Management que da título a esta entrada, pretende romper con los tres paradigmas fundamentales asociados a Lean manufacturing:
1. Lean no es exclusivo de la industria del automóvil
2. Lean no es exclusivo para empresas de gran tamaño
3. Lean no es exclusivo del sector Industrial

El Nobel Paul Krugman argumenta en su libro ¡Acaben ya con esta Crisis! que la menor productividad del sector servicios y la dificultad para mejorar su productividad es el principal factor del estancamiento de los niveles de vida en muchos países. 
El predominio del sector terciario en las economías más desarrolladas permite hablar del proceso de terciarización. Por tanto, aplicar sistemas que respondan sin despilfarro a los cambios del mercado y que, adicionalmente, por su naturaleza reduzcan los costes se hace fundamental en el sector servicios para las economías desarrolladas donde este sector acapara un 80% de las empresas como en el caso de España.

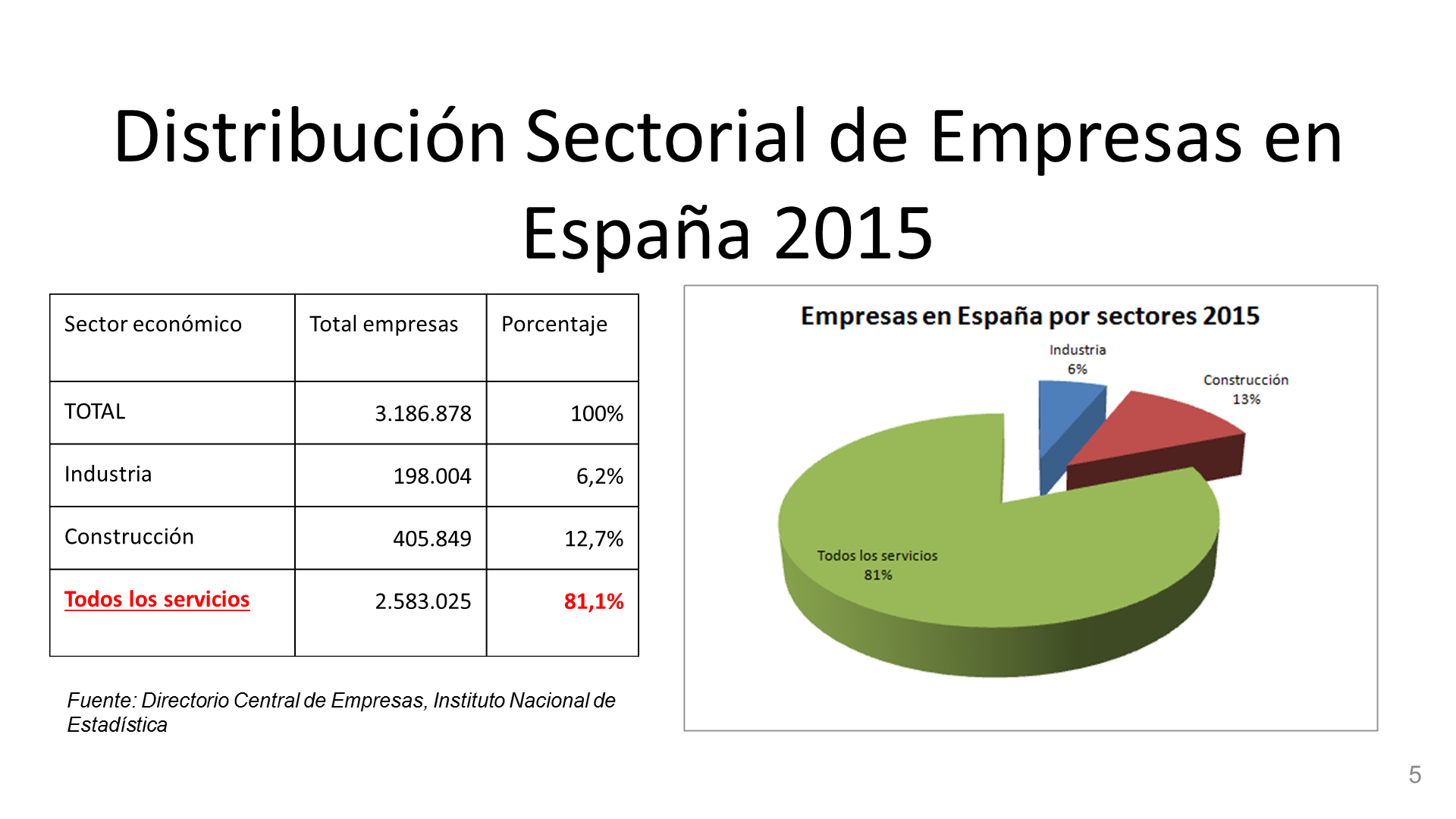
Distribución sectorial de las empresas en España durante 2015

La cultura Lean se extiende mundialmente a todos los sectores. Su flexibilidad y su orientación a la reducción de los costes la convierte en la cultura empresarial de referencia en periodos de contracción de la demanda donde el coste cobra una vital importancia. Atendiendo a la Teoría austriaca del ciclo económico durante los periodos expansivos donde la demanda crece rápidamente, el precio de venta de los productos es el resultado de sumar unos márgenes comerciales a un factor constante como el coste vinculado al incremento del resto de las variables económicas y sin capacidad de reducirse claramente por parte de las empresas, el foco no está en reducir el coste porque el problema es satisfacer la demanda. sin embargo, en periodos de contracción de la demanda, el precio de venta lo marca el mercado ya que la reducción drástica de la demanda hace que el exceso de oferta baje los precios de venta y por tanto la reducción del coste para salvar margen comercial y por tanto beneficio se convierte en una cuestión de supervivencia empresarial. En estos periodos fundamentalmente el lean management aparece como tabla de salvación para muchas empresas.

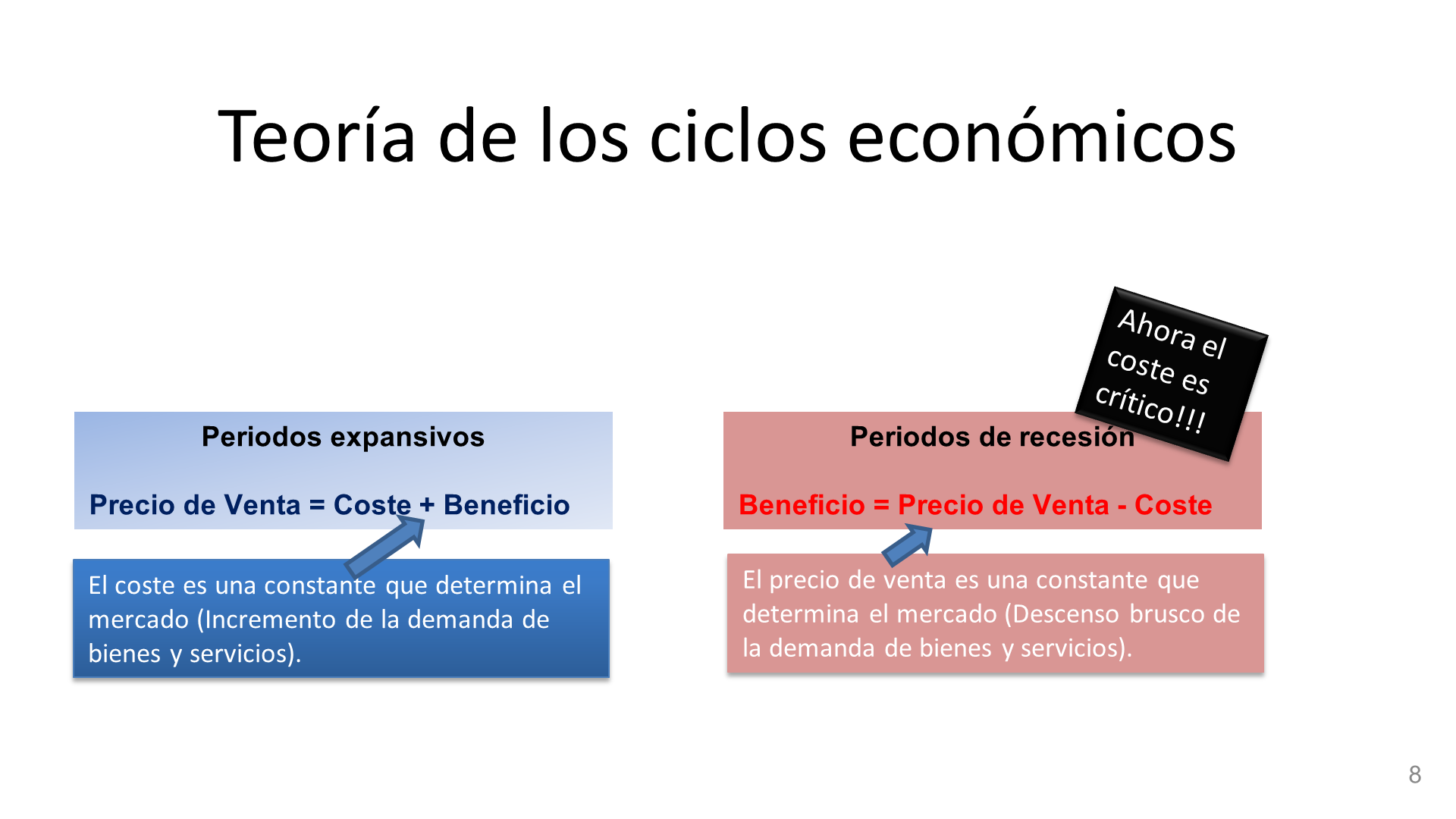
respuesta de la oferta y la demanda durante los distintos ciclos económicos

Para las empresas de los sectores productivos la identificación del valor y su flujo hacia el cliente tiene una definición vinculada habitualmente al producto, a como reducir sus inventarios, su tiempo de ciclo y mejorar la eficiencia y calidad de los procesos pero, en el sector de bienes y servicios donde las empresas no fabrican nada concreto que se almacene o fluya, el enfoque de valor clásico y las herramientas de Lean manufacturing no sirven de ayuda y suelen centrarse solo en una parte del valor asociado a los productos ya sean bienes o servicios. El concepto "Producto Valor es todo aquel proceso o servicio que sumado al cliente permite ofrecer una oferta diferenciadora al mercado y por la que el cliente está dispuesto a pagar. Son aquellas prestaciones, no entendidas como sobreprestaciones, que complementan al producto o servicio y es donde debemos enfocar las herramientas Lean para que fluyan hacia el cliente lo más rápido posible, con el menor coste posible, sólo cuando el cliente las demande y al precio que esté dispuesto a pagar. El principio del Lean Management o Gestión Lean es gestionar todos los recursos y procesos enfocados al producto valor.

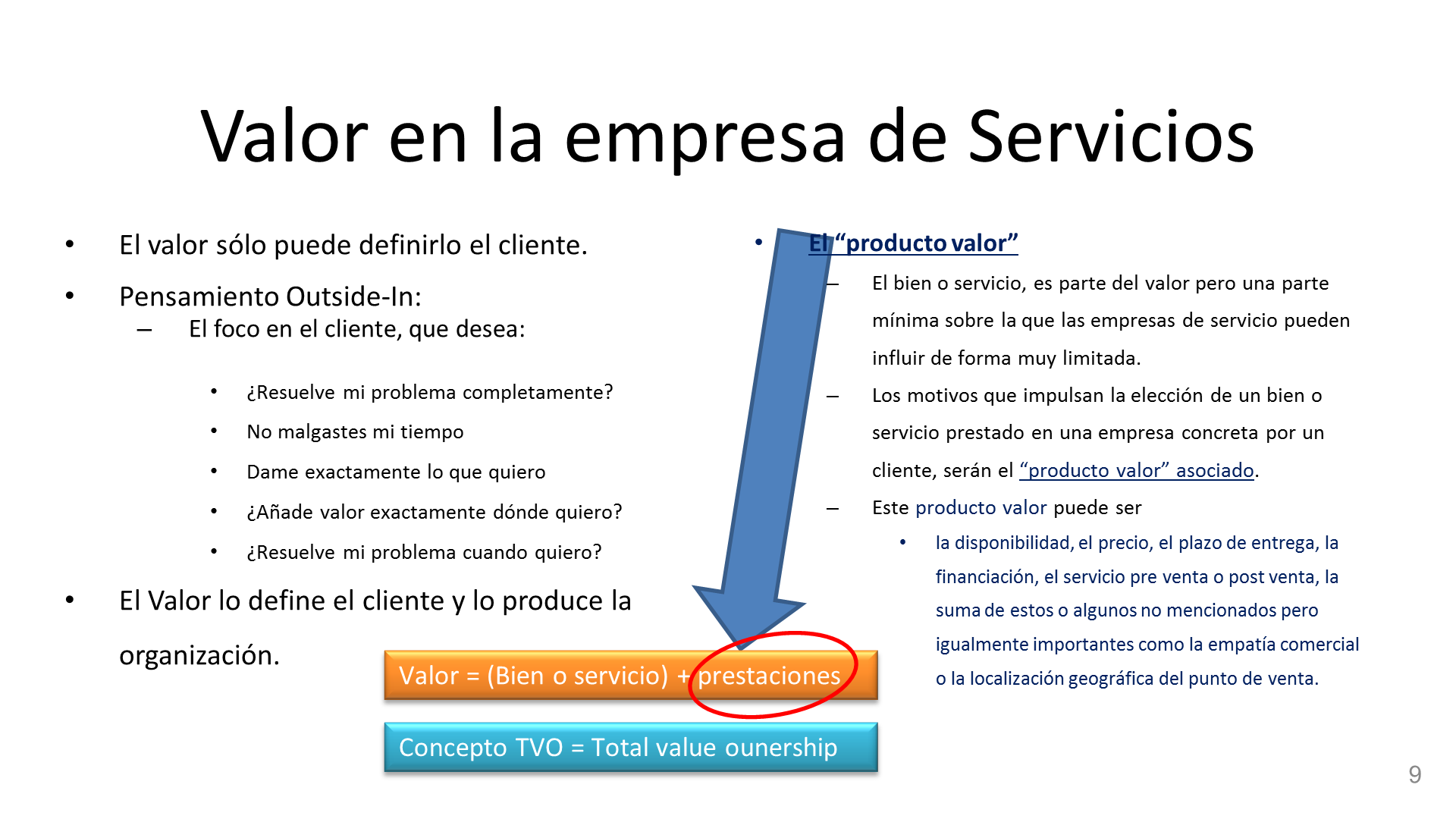